# Bactrocera guangxiana
Bactrocera guangxiana
 es una especie de insecto, díptero, que Chao y Lin describieron por primera vez en 1993. Bactrocera guangxiana pertenece al género Bactrocera de la familia Tephritidae.  